# Patoka (Pomerania)
Patoka [pronunciación en polaco: /paˈtɔka/] (en alemán: Patocka) es un asentamiento en el distrito administrativo de Gmina Somonino, dentro del Distrito de Kartuzy, Voivodato de Pomerania, en el norte de Polonia. Se encuentra aproximadamente 5 kilómetros al este de Somonino, 7 kilómetros al este de Kartuzy, y 26 kilómetros al oeste de la capital regional, Gdańsk.
Para detalles de la historia de la región, véase Historia de Pomerania.
El asentamiento tiene una población de 19 habitantes.